# A World Lit Only by Fire
A World Lit Only by Fire — седьмой студийный альбом британской индастриал-метал группы Godflesh. Альбом был выпущен 7 октября 2014 года на собственном лейбле лидера группы Джастина Бродрика Avalanche Recordings. Это первый полноформатный альбом группы за 13 лет, после выхода альбома Hymns в 2001 году.
5 августа 2014 года трек «New Dark Ages» был выложен для свободного прослушивания на сайте SoundCloud.

## Предыстория
После распада группы Godflesh в 2002 году, лидер группы Джастин Бродрик основал группу Jesu, а также выпускал музыку в рамках других своих проектах Greymachine, Final и других. Godflesh воссоединились в 2010 году, и в 2013 году вышел первый сингл группы «F.O.D. (Fuck of Death)», который являлся кавер-версией песни группы Slaughter. Сингл был выпущен в виде гибкого винила и был вложен в номер журнала Decibel за октябрь 2013 года. Этот сингл стал первой записью группы выпущенной впервые за 12 лет. Работу над новым альбом группа начала в 2012 году. 2 июня 2014 года группа выпустила мини-альбом Decline & Fall.
Для записи альбома Бродрик использовал восьмиструнную гитару. В интервью французской радиостанции Le 106 Бродрик заявил:
Он будет похож на первые два или три (альбома). Сейчас, когда мы даем концерты, мы очень чисты в том, что мы делаем, и следуем тем намерениям, которые были у нас изначально. На мой взгляд, у большинства групп и музыкантов, которые доходят до четвёртого альбома, это размывается, они уже не следуют тому, чего изначально пытались достичь. Альбом однозначно будет звучать агрессивно и, возможно, не будет звучать в духе ни одной из наших предыдущих работ, но ему будет присущ минимализм первых нескольких альбомов.
С другой стороны, в том же самом интервью, бас-гитарист группы Бен Грин сказал: «Он (альбом) не будет походить на первые две записи; в нём будет больше духа». Также в интервью журналу Vice, Бродрик заявил: «Новый альбом, конечно, больше походит на Streetcleaner, чем на Hymns».
Согласно пресс-релизу альбома, песни «охватывают раздел между высокой степени чёткости и сырой внутренней тяжестью, вызывая медитативное состояние через кипящий минимализм, зависящий от повторяющегося рифа и тонкой плёнки, между вызывающим беспокойство диссонансом и очищающей минорной мелодией».

## Выпуск
Альбом «A World Lit Only by Fire» вышел 7 октября 2014 года на компакт-дисках и в цифровом формате для скачивания. Для Японии ограниченным тиражом была выпущена двухдисковая версия альбома. Первый диск издания содержит основные треки альбома, на втором диске, в качестве бонус-треков, были добавлены три песни. Эти бонус-треки так же доступны для приобретения в цифровом формате на официальной странице группы на сайте Bandcamp. Так же альбом вышел ограниченным тиражом в 1000 экземпляров на виниле чёрного или красного цветов.

## Отзывы критиков
| Совокупная оценка | Совокупная оценка |
| Источник          | Оценка            |
| ----------------- | ----------------- |
| Metacritic        | (85/100)          |
| Оценки критиков   |                   |
| Источник          | Оценка            |
| Allmusic          | [ 13 ]            |
| Clash             | [ 14 ]            |
| Exclaim!          | [ 15 ]            |
| The Guardian      | [ 16 ]            |
| Pitchfork         | [ 17 ]            |
| PopMatters        | [ 18 ]            |

«A World Lit Only by Fire» получил положительные отзывы от музыкальных критиков. Сайт Metacritic, который присваивает рейтинг из 100 баллов на основе обзоров музыкальных критиков, присвоил альбому средний рейтинг 85 на основе восьми отзывов, что указывает на «всеобщее признание». Грегори Хини в обзоре альбома на сайте Allmusic написал: «Всегда есть опасения, когда группа возвращается после долгого отсутствия, что они забыли всё, что было, что делало её интересной, но A World Lit Only by Fire даёт ясно понять, что Godflesh имеют долгую, неизменную память, и что их тяжёлая работа только начинается».
Критик Джеймс Барри в журнале «Clash» назвал альбом «смелой записью» и добавил: «Здесь нет ничего ностальгического - это звук не реформированной, а заново рожденной группы».
Джейсон Хеллер отметил: «В целом A World Lit Only by Fire представляет музыку превращенную в движение - кинетическое и механическое, непреклонное и бесчеловечное». Хеллер также далее заявил: «Godflesh — никогда не прощающая группа, она ещё никогда не звучала так неумолимо.»
Закария Хоули писал: «A World Lit Only by Fire является по сути ревизионистом музыкального ландшафта индастриала. Это медленная, агрессивная, звенящая, симфоническая музыка для тех, кто чувствует пустоту и боль современной жизни».  Хоули добавил, что альбом «заново переписывает книгу правил для индастриала».

## Награды
| Год  | Публикация    | Страна         | Награда                            | Ранг | Прим.  |
| ---- | ------------- | -------------- | ---------------------------------- | ---- | ------ |
| 2014 | Decibel       | США            | "Top 40 Albums of 2014"            | 5    | [ 20 ] |
| 2014 | Pitchfork     | США            | "The Best Metal Albums of 2014"    | 7    | [ 21 ] |
| 2014 | PopMatters    | США            | "The Best Metal of 2014"           | 7    | [ 22 ] |
| 2014 | The Quietus   | Великобритания | "Albums of the Year 2014"          | 95   | [ 23 ] |
| 2014 | Revolver      | США            | "20 Best Albums of 2014"           | 11   | [ 24 ] |
| 2014 | Rolling Stone | США            | "20 Best Metal Albums of 2014"     | 7    | [ 25 ] |
| 2014 | Stereogum     | США            | "The 50 Best Metal Albums of 2014" | 27   | [ 26 ] |
| 2014 | Terrorizer    | Великобритания | "Critics' Top 50 Albums of 2014"   | 1    | [ 27 ] |

## Список композиций
| №   | Название                                              | Длительность |
| --- | ----------------------------------------------------- | ------------ |
| 1.  | «New Dark Ages»                                       | 4:51         |
| 2.  | «Deadend»                                             | 5:07         |
| 3.  | «Shut Me Down»                                        | 4:26         |
| 4.  | «Life Giver Life Taker»                               | 5:27         |
| 5.  | «Obeyed»                                              | 5:35         |
| 6.  | «Curse Us All»                                        | 3:46         |
| 7.  | «Carrion»                                             | 6:05         |
| 8.  | «Imperator»                                           | 4:26         |
| 9.  | «Towers Of Emptiness»                                 | 6:34         |
| 10. | «Forgive Our Fathers»                                 | 7:40         |
| 11. | «Shut Me Down (Version)» (только в японском издании)  | 6:22         |
| 12. | «New Dark Dub» (только в японском издании)            | 6:26         |
| 13. | «Imperator (Version Dub)» (только в японском издании) | 9:18         |

## Участники записи
- Джастин Бродрик (J. K. Broadrick) — электрогитара, вокал, программирование, продюсирование, микширование
- Бен Грин (G.C. Green) — бас-гитара